# Unité d'opération des villages de montagne

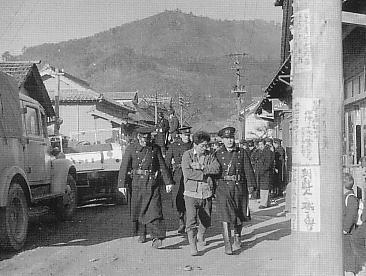
Arrestation de membres du Parti communiste japonais.

L'unité d'opération des villages de montagne (山村工作隊, Sanson Kōsakutai) est une organisation clandestine japonaise du début des années 1950 dirigée par le Parti communiste japonais et dont le but est de fomenter un soulèvement armé contre le gouvernement japonais et les autorités d'occupation américaines. Le groupe fait l'émulation des stratégies de Mao Zedong en installant sa base dans les villages ruraux, mais il échoue dans ses objectifs.

## Histoire
En novembre 1949, Liu Shaoqi du Parti communiste chinois, après discussion avec Staline, commence à travailler sur l'exportation des méthodes chinoises de révolutions armées dans toute l'Asie dont le Japon.
Le 6 juin 1950, Douglas MacArthur, commandant des forces d'occupation du Japon, ordonne une purge de 24 membres du comité central du PCJ et les banni de toutes activités politiques. Le secrétaire-général du Parti communiste japonais, Kyūichi Tokuda, et ses alliés considèrent cette répression comme l'occasion idéale de prendre le contrôle personnel du parti et, grâce à un processus informel sans passer par le comité central, il crée le directorat central d'intérim. Tokuda exclu sept membres du comité central, dont Kenji Miyamoto, avec qui il est conflit de points de vue, et rentre dans la clandestinité.
Après le changement de politique des autorités d'occupation américaines du Japon, Tokuda et son groupe sont forcés de s'exiler en Chine et, le 23 février 1951, lors de la 4e conférence nationale du Parti communiste japonais, ils décident d'adopter une politique de résistance armée contre les autorités d'occupation en créant des « zones libérées » dans les régions rurales de tout le Japon, en s'appuyant sur la classe des paysans, tout comme les tactiques employées par les communistes chinois durant la guerre civile chinoise. Lors de la 5e conférence nationale du 16 octobre, un nouveau manifeste, intitulé « Demandes actuelles du Parti communiste japonais », est adopté, et il inclut l'engagement de guérilla dans les villages. Plusieurs organisations clandestines sont créées, comme la Chukaku Jieitai, pour les armes et l'entraînement, la Dokuritsu Yugekitai, pour les offensives, et l'unité d'opération des villages de montagne.
La lutte armée est activée dans tout le pays avec des attaques terroristes contre des policiers, des incendies de petits postes de polices, et des bombes dans les trains. Puis, en juillet 1952, la loi de Prévention des activités subversives est votée et mise en place pour mettre fin aux attaques communistes. De nombreux attentats avec cocktails Molotov, l'arme préférée des insurgés, ont lieu durant l'été 1952 mais la politique militante du Parti communiste ne change toujours pas et les opérations à la campagne continuent.
Ces tactiques de campagnes irritent fortement l'opinion publique et le Parti communiste s'écroule aux élections législatives japonaises de 1952 lors desquelles tous ses candidats sont battus. Le 1er janvier 1955, le Parti communiste s'engage dans une auto-critique, surnommant l’insurrection d'« aventurisme de l'extrême-gauche », et lors de la 6e conférence nationale du 29 juillet 1955, la politique de lutte armée est abandonnée.
De nos jours, l'évaluation officielle du Parti communiste japonais est que « La politique de la 5e conférence nationale n'a pas été officiellement adoptée par le parti mais est plutôt née d'une scission et d'une prise de pouvoir de la faction Shokanha de Tokuda, et de l'imposition de la lutte armée par l'Union soviétique et la Chine. La division du parti et l'aventurisme d'extrême-gauche organisés par la Shokanha fut une terrible erreur ».
Après la 6e conférence nationale, le Parti communiste japonais adopte une politique de non-expulsion des membres qui, bien qu'ayant fait des erreurs, reconnaissent leurs fautes de lutte armée et de division du parti et expriment de sincères volontés de s'engager dans la nouvelle ligne du parti. Les personnes n'acceptant cependant pas ce changement d’accommodation pacifique forme le noyau des mouvements japonais de Nouvelle gauche.

## Comme faire pousser les bulbes de fleurs
Comme faire pousser les bulbes de fleurs était une publication secrète expliquant la politique militaire du parti communiste comme la fabrication et l'utilisation de cocktails Molotov. Il s'agit aujourd'hui d'un bulletin officiel intitulé Critiques internes et externes mais qui prit d'abord le titre Comme faire pousser les bulbes de fleurs afin de se faire passer pour l'ancienne publication. Elle fut publiée plusieurs fois avec un miméographe.

## Actions de l'unité
La politique de l'unité d'opération des villages de montagne est complètement déconnectée de la réalité des campagnes et n'est donc pas du tout soutenue pas les fermiers. Une exception cependant sont les cliniques ambulantes déployées par des équipes médicales qui sont grandement appréciés dans les nombreux villages sans médecins. Cependant, la campagne basée sur les arts et la culture, comme l'utilisation de kamishibai pour attaquer les propriétaires terriens « féodalistes », ne sont pas acceptées par les villageois et les journaux et feuillets de propagande sont rapidement rapportés à la police. Bien avant d'avoir atteint ses objectifs, l'unité d'opération des villages de montagne est anéantie par une action de police.
En respect de la politique du Parti communiste japonais, plusieurs étudiants abandonnent leurs études et rejoignent l'unité d'opération des villages de montagnes. Ils sont cependant profondément déçus par le changement de politique lors de la 6e conférence nationale. Certains d'entre eux ayant échappé à la police sont restés dans les montagnes et ont continué la lutte mais, privé du soutien du parti communiste, ils ont rapidement abandonnés. Les mémoires écrits de ces membres sont publiés dans certains bulletins de Nouvelle gauche, et l'unité d'opération des villages de montagne, au moment de la 6e conférence nationale, est la toile de fond du roman Saredo Warera ga Hibi (« C'était l'époque, cependant... ») de Sho Shibata de 1964.
D'autre part, à la différence des factions Chukaku Jieitai et Dokuritsu Yugekitai qui étaient purement dans la lutte armée, l'unité d'opération des villages de montagne désirait en plus gagner le soutien des masses. Certains de ses membres pensaient même que la politique de lutte armée était une idée absurde et étaient actifs dans le groupe mais sans soutenir cette politique. Les membres de l'unité étaient désignés par le directorat de la faction Shokanha de Kyūichi Tokuda, et plusieurs personnes certifient qu'il s'agissait d'une punition aux étudiants qui avaient appartenu à l'ancienne faction de Kenji Miyamoto,.